# Кутики
Кутики је насеље у Италији у округу Ена, региону Сицилија.
Према процени из 2011. у насељу је живело 18 становника. Насеље се налази на надморској висини од 230 м.